# Meandre del Segre a Gualter
El Meandre del Segre a Gualter és un meandre del riu Segre localitzat escassos metres aigües avall de la resclosa del nou embassament de Rialb. Se situa entre la resclosa del pantà de Rialb i el pont de la carretera C-14 12b, proper a l'església de Santa Maria de Gualter. En aquesta zona neix un canal que transcorre pel marge esquerre del Segre i dona lloc a la Séquia de Ponts.
Aquesta zona humida, de 10,80 Ha, presenta un conjunt d'illes fluvials colonitzades per un bosc de ribera ben constituït, amb abundants salzes blancs (Salix alba), saulics (Salix purpurea), pollancres (Populus nigra), verns (Alnus glutinosa), oms (Ulmus minor) i freixes (Fraxinus angustifolia). Resseguint els marges de les ribes fluvials, hi ha un cinyell de canyissar amb bogues i una petita franja de bosc de ribera, molt estreta degut a l'orografia del terreny i a les ocupacions que s'ha fet de les terrasses fluvials més properes al riu.
Segons la cartografia dels hàbitats de Catalunya, hi apareixen els hàbitats d'interès comunitari:
- 3260 Rius de terra baixa i de la muntanya mitjana amb vegetació submersa o parcialment flotant (Ranunculion fluitantis i Callitricho-Batrachion)
- 3270 Rius amb vores llotoses colonitzades per herbassars nitròfils del Chenopodion rubri (p.p.) i del Bidention (p.p.)
- 3280 Rius mediterranis permanents, amb gespes nitròfiles del Paspalo-Agrostidion orlades d'àlbers i salzes
- 6430 Herbassars higròfils, tant de marges i vorades com de l'alta muntanya
- 92A0 Alberedes, salzedes i altres boscos de ribera

Pel que fa a la fauna, les illes fluvials són un punt de nidificació del corriol petit (Charadrius dubius) i un punt d'acollida de limícoles a l'hivern i en migració.
La regulació hidrològica realitzada a través de la resclosa del pantà de Rialb ha modificat totalment la dinàmica fluvial d'aquest espai. D'altra banda, la construcció del pantà ha afavorit la realització de moviments de terres, esplanacions i activitats extractives en aquesta zona, que han malmès sectors importants de les terrasses fluvials. Hi ha una bassa de decantació de llots i una planta de tractament d'àrids molt propera a l'espai, que pot originar l'enterboliment de les aigües i la degradació dels hàbitats propers (pols, soroll, etc.). Al bosc de ribera hi ha una presència força elevada d'espècies exòtiques (Robinia pseudoacacia).
Aquesta zona humida està situada dins l'espai de la Xarxa Natura 2000 ES5130014 "Aiguabarreig Segre- Noguera.